# Jeux panarabes de 1997
Navigation
Édition précédente Édition suivante

Les 8e jeux panarabes ont eu lieu à Beyrouth au Liban du 12 juillet au 27 juillet 1997. 3253 athlètes venus de dix-huit pays ont participé aux jeux dans vingt-deux sports différents.

## Pays participants
18 pays participent à ces jeux :
| - Algérie - Arabie saoudite - Bahreïn - Djibouti ? - Égypte - Émirats arabes unis - Jordanie | - Koweït - Liban - Libye - Maroc - Mauritanie - Oman | - Palestine - Qatar - Soudan - Syrie - Tunisie - Yémen - Irak Absente pour la seconde fois |

## Sports
| - Athlétisme (résultats) - Basket-ball - Boxe (résultats) - Cyclisme sur route - Équitation - Escrime - Football | - Golf - Gymnastique artistique - Haltérophilie (résultats) - Judo (résultats) - Karaté (résultats) - Lutte (résultats) - Natation (résultats) | - Taekwondo (résultats) - Tennis - Tennis de table - Tir à l'arc - Voile - Volley-ball (résultats) |

### épreuves
- Kick-Boxing

- Water Polo

- Nombre des épreuves : 191 .

- 121 pour les Hommes et 70 pour les Femmes.

## Médailles par pays
| Rang | Nation              | Or | Argent | Bronze | Total |
| ---- | ------------------- | -- | ------ | ------ | ----- |
| 1    | Égypte              | 93 | 56     | 38     | 187   |
| 2    | Algérie             | 43 | 46     | 43     | 132   |
| 3    | Syrie               | 18 | 29     | 34     | 81    |
| 4    | Maroc               | 18 | 15     | 16     | 49    |
| 5    | Jordanie            | 10 | 8      | 23     | 41    |
| 6    | Liban               | 9  | 15     | 52     | 76    |
| 7    | Tunisie             | 9  | 12     | 26     | 47    |
| 8    | Qatar               | 9  | 6      | 2      | 17    |
| 9    | Arabie saoudite     | 6  | 12     | 21     | 39    |
| 10   | Koweït              | 1  | 13     | 23     | 37    |
| 11   | Oman                | 1  | 1      | 1      | 3     |
| 12   | Soudan              | 0  | 1      | 3      | 4     |
| 13   | Libye               | 0  | 1      | 2      | 3     |
| 14   | Émirats arabes unis | 0  | 1      | 1      | 2     |
| 15   | Yémen               | 0  | 1      | 0      | 1     |
| 16   | Palestine           | 0  | 0      | 5      | 5     |
| 17   | Bahreïn             | 0  | 0      | 1      | 1     |
| 18   | Mauritanie          | 0  | 0      | 0      | 0     |